# Langewiesen
Langewiesen è una frazione della città tedesca di Ilmenau.

## Storia
La città di Langewiesen venne aggregata nel 2018 alla città di Ilmenau.

## Amministrazione
Langewiesen è amministrata da un consiglio di frazione (Ortsteilrat) e da un sindaco di frazione (Ortsteilbürgermeister).